# Carl Baumann (Kaufmann)
Carl Baumann, auch Karl Baumann, geboren als Carl Hubert Cornelius Baumann (* 24. November 1852 in Weisweiler; † 16. August 1929 in Bonn) war ein Dürener Fabrikant und Weltreisender.
Baumann wurde als Sohn des Weisweiler Unternehmers Max Baumann und der Maria Louisa Hubertina Butterweck geboren. Max Baumann betrieb in seinem Wohnort eine Essigfabrik und eine Destillerie. Sohn Carl heiratete Mathilde Gertrud Ludowika Lützenkirchen (* 15. März 1857; † 26. Juli 1898). Die Familie wohnte damals am Steinweg 29, einem markanten Doppelgiebelhaus. Die Fabrikation war im Haus Steinweg 23. Im Jahr 1892 übernahm Carl das Unternehmen von seinem Vater. 1885 hatte die Firma an der Weltausstellung in Antwerpen teilgenommen und hatte dort eine Bronzemedaille bekommen. Die Essigfabrik und Destillerie wurde um einen Weinhandel erweitert. Sie firmierte 1920 als Dampf-Kornbranntweinbrennerei und Weinhandlung Max Baumann. Im Adressbuch von 1910 wird als Wohnanschrift jetzt Holzstraße 42 angeführt. Weitere Unternehmensstandorte waren die Eisenbahnstraße 25 und die Kölner Landstraße 30. 
Baumann reiste vom 14. März 1906 bis zum 18. Juni 1906 nach Kaschmir, eine damals unvorstellbar weite Reise. 1908 reiste er nach Nordamerika und in mehrere europäische Länder, sowie nach Russland und Japan. Über seine Reisen hat Baumann viele Tagebücher geschrieben. Zwei dieser Bücher sind im Stadt- und Kreisarchiv Düren erhalten. 
Carl Baumann lebte zum Ende seines Lebens in der Schweiz. Am 6. Juli 1928 zog er von Genf nach Bonn und wohnte dort in der Arndtstraße 1 und später in der Helmholtzstraße 18.
Baumann war Mitbegründer der Dürener Dampfstraßenbahn. 